# Partit del Treball Suís
El Partit del Treball Suís (alemany Partei der Arbeit der Schweiz, PAS; francès Parti Suisse du Travail - Parti Ouvrier et Populaire, PST-POP; italià Partito Comunista, romanx Partida Svizra da la Lavur, PSL) és un partit polític de Suïssa d'ideologia socialista. Està associat al grup europarlamentari GUE-NGL, malgrat el país no forma part de la UE.

## Història
El partit es va fundar el 1944 com a organització successora del Partit Comunista, que havia estat prohibit al 1939. El 21 de maig va celebrar la conferència constitutiva de la Federació de Basilea del partit i el 14-15 d'octubre del mateix any es va celebrar a Zúric el primer Congrés del Partit. Léon Nicole va ser elegit president i Karl Hofmaier secretari general.
El 6-7 d'octubre de 1945 es va celebrar el Segon Congrés a Ginebra. En aquest moment el partit tenia 20.000 membres. El Tercer Congrés es va celebrar a Zúric de 30 de novembre a 1 de desembre. El 27 de juliol se celebrà una Conferència del Partit a Berna. Karl Hofmaier va ser destituït a causa d'un escàndol financer.
A les eleccions federals suïsses de 1947 va rebre el 5,1% dels vots. El 4-6 de juliol de 1949 va celebrar el 4t Congrés per a adoptar mesures per a enfortir l'organització. Edgar Woog fou elegit Secretari General. En 1950 el partit treballa intensament per a l'Apel·lació d'Estocolm i va recollir 260 000 signatures a Suïssa.
De 31 de maig a 2 de juny de 1952 se celebrà a Ginebra el 5è Congrés. El 7 de desembre el Comitè Central expulsa Léon Nicole del partit. El 6è Congrés se celebrà a Ginebra el 28-30 de maig i el 7è el 16-18 de maig de 1959. Es va aprovar un nou programa amb el concepte d'unitat antimonopolística, camí suís cap al socialisme (inspirat en el programa similar del Partit Comunista de la Gran Bretanya). El 8è Congrés es va celebrar el 16-18 de maig de 1964, també a Ginebra.
Abans de les eleccions de 2007 tenia dos escons al Consell Nacional de Suïssa. A les eleccions federals suïsses de 2007 va presentar candidats als cantons de Zuric, Vaud, Ticino i Ginebra, pel seu propi compte, i al cantó de Neuchâtel en una llista conjunta amb solidaritéS. Tot i que el percentatge de vot fou semblant al de les eleccions de 2003 (0,7%), el partit va perdre l'escó que detenia Josef Zisyadis, mentre retenia el de Marianne Huguenin. Tanmateix, l'1 de novembre de 2007 Marianne Huguenin anuncià la seva dimissió del Consell Nacional per a centrar-se en el seu càrrec com a alcalde de Renens, deixant Zisyadis ocupar l'escó del partit al Consell Nacional.

## Resultats electorals

### Consell Nacional
| Consell Nacional |        |      |         |     |
| Any              | Vots   | %    | Escons  | +/– |
| 1947             | 49,353 | 5.01 | 7 / 194 | —   |
| 1951             | 25,659 | 2.7  | 5 / 196 | 2   |
| 1955             | 25,060 | 2.6  | 4 / 196 | 1   |
| 1959             | 26,346 | 2.7  | 1 / 196 | 3   |
| 1963             | 21,088 | 2.2  | 4 / 200 | 3   |
| 1967             | 28,723 | 2.9  | 5 / 200 | 1   |
| 1971             | 51,341 | 2.6  | 5 / 200 | =   |
| 1975             | 45,799 | 2.4  | 4 / 200 | 1   |
| 1979             | 38,187 | 2.1  | 3 / 200 | 1   |
| 1983             | 17,488 | 0.9  | 1 / 200 | 2   |
| 1987             | 15,528 | 0.8  | 1 / 200 | =   |
| 1991             | 15,871 | 0.8  | 2 / 200 | 1   |
| 1995             | 22,850 | 1.18 | 3 / 200 | 1   |
| 1999             | 18,569 | 1.0  | 2 / 200 | 1   |
| 2003             | 14,595 | 0.68 | 2 / 200 | =   |
| 2007             | 17,218 | 0.74 | 1 / 200 | 1   |
| 2011             | 21,482 | 0.54 | 0 / 200 | 1   |
| 2015             | 21,574 | 0.4  | 1 / 200 | 1   |
| 2019             | 25,427 | 0.6  | 1 / 200 | =   |
| 2023             | 18,435 | 0.7  | 0 / 200 | 1   |